# Rutidoderes cinctus
Rutidoderes cinctus är en insektsart som först beskrevs av Sjöstedt 1929.  Rutidoderes cinctus ingår i släktet Rutidoderes och familjen Pyrgomorphidae. Inga underarter finns listade i Catalogue of Life.